# حيوان ست
|  |

|  |

|  |

|  |

|  |

|  |

|  |

|  |

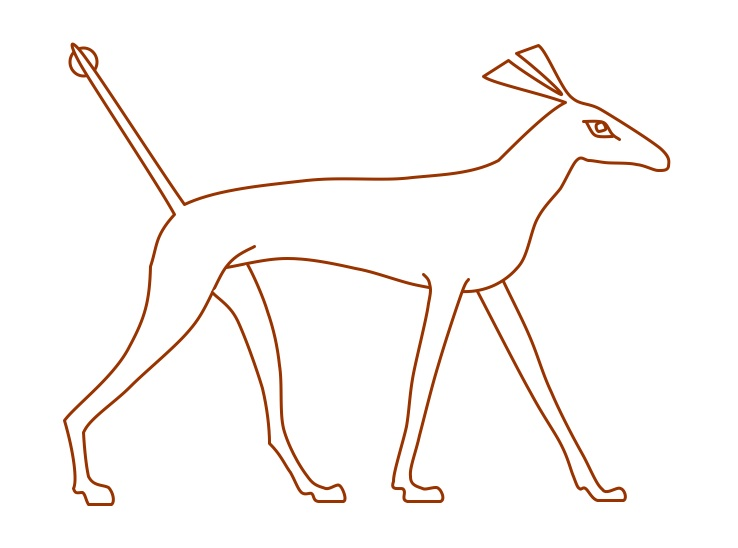
حيوان ست، شا، بعد رسم أصلي لـ إي. إيه. واليس بدج.

في فن مصر القديمة، يُعتبر حيوان ست, أو شا, الحيوان الطوطمي للإله ست. نظرًا لأن ست كان مرتبطًا بالوحش الإغريقي تيفون، يُعرف الحيوان أيضًا باسم حيوان تيفوني أو وحش تيفوني.
على عكس الحيوانات الطوطمية الأخرى، لا يمكن التعرف على حيوان ست بسهولة في عالم الحيوانات الحديث. اليوم، هناك اتفاق عام بين علماء المصريات على أنه لم يكن كائنًا حقيقيًا ووجد فقط في خيال المصريين القدماء. في السنوات الأخيرة، كانت هناك محاولات عديدة من علماء الحيوان للعثور على حيوان ست في الطبيعة. سواء كان الحيوان موجودًا أم لا غير معروف حاليًا، لكنه كان ذا أهمية كبيرة للمصريين. يُعتبر حيوان ست واحدًا من أكثر علامات المخصصات الحيوانية استخدامًا في اللغة المصرية القديمة.
تشير بعض النصوص المصرية إلى أن ست اتخذ شكل حيوان خطير، مثل ثور أو تمساح.

## التمثيل الهيروغليفي
يُعتبر حيوان ست، غاردينر E20، E21,(E20، E21) أحد تمثيلات الإله ست. أما الرمز الهيروغليفي الآخر الشائع المستخدم لتمثيل ست فهو إله جالس برأس حيوان ست.(C7)
الاستخدام اللغوي لهذه الهيروغليفات في اللغة المصرية يكون كـمخصص للكلمات التي تصف "عناصر الفوضى"، مثل الكلمات المتعلقة بـ"المعاناة، العنف، الاضطراب"، وكذلك لـ"العواصف العنيفة" في الجو، أي "عاصفة شديدة".
وفقًا لعالم المصريات ريتشارد إتش ويلكينسون، كان أول استخدام معروف لحيوان ست على رأس صولجان الملك العقرب لـ العقرب الثاني من نقادة الثالثة. سرعان ما تم تصويره بعد ذلك مثبتًا على سرخ الملوك ست-بريبسن وخعسخموي.:{{{1}}}
- نقش بارز مع خرطوش
- نص محفور على مسلة
- نص مسلة عن قرب (انظر خارج المربع الأحمر العلوي الأيمن)

## الخصائص الجسدية
يُصوَّر شا عادةً ككلب نحيل، يشبه كلب السلوقي، ثعلب الفنك أو ابن آوى، مع ثلاث ميزات مميزة: ذيل صلب، غالبًا ما يكون مشقوقًا في نهايته، ويقف مستقيمًا أو بزاوية، سواء كان الحيوان جالسًا، واقفًا، أو يمشي؛ آذانه، التي تُحمل أيضًا بشكل عمودي، غالبًا ما تُصور كمربعة أو مثلثة، أضيق عند القاعدة وأوسع في القمم المربعة؛ وأنفه الطويل، الذي غالبًا ما يكون به انحناء طفيف لأسفل. عادةً ما يُصوَّر باللون الأسود، لكنه قد يكون أيضًا محمرًا. 
عادةً ما يُصوَّر حيوان ست في حالة راحة، إما مستلقيًا أو جالسًا. شكل الرأس غالبًا ما يشبه الزرافة، مما يسبب الارتباك بين الرمزين. الشكل العام للجسم يشبه الكلاب.

## مصر القديمة
تظهر رسومات شا في الأعمال الفنية المصرية من نقادة الثالثة حتى فترة الدولة الحديثة، وهي فترة تزيد عن ألفي عام. رغم أنه يوصف أحيانًا كحيوان خيالي أو مركب، إلا أنه كان يُصوَّر بطريقة واقعية أكثر نموذجية للمخلوقات الفعلية. يظهر شا على رأس صولجان الملك العقرب الاحتفالي الذي يعود إلى نقادة الثالثة؛ على سرخ الملوك من الأسرة الثانية ست-بريبسن وخعسخموي؛ في مقابر الأسرة الثانية عشر في بني حسن؛ وفي شكل ست، في الخرطوشات الملكية لملوك الأسرة التاسعة عشر سيتي الأول وسيتي الثاني وملك الأسرة العشرون ست نخت وذريته.

### الارتباط بستي
كان الإله ست يُصور عادةً كإنسان برأس يشبه رأس شا، ولهذا السبب يشار إلى شا من قبل علماء المصريات باسم حيوان ست أو وحش تيفوني. عندما كان يُصور ست كإنسان برأس حيوان ست فقط، كان لديه عادةً أنف طويل قليلاً منحني، وأذنان قائمتان، مربعتان في القمم. أحيانًا كان يُمثل في شكل حيوان كشا نفسه، بأنف طويل منحني لأسفل، وأذنان مربعتان، وذيل مشقوق قائم وجسم شبيه بالكلب، على الرغم من أنه كان يُصور أيضًا في شكل حمار وحشي أو خنزير أسود. كانت الحيوانات الأخرى المقدسة لست تشمل الظبي، فرس النهر، الخنزير البري، تمساح وعقرب، وكلها تمثل القوة، الحماية، أو الوحشية. كان شا أيضًا يُستخدم كـ مخصص في أسماء ست والإلهة نوت، التي قد تكون مُحددة بـ نيفتيس، زوجة ست.
تمثل رأس صولجان واس حيوان ست أو خنوم. كانت صولجانات واس تُحمل من قبل الآلهة،والملوك والكهنة كرمز للقوة، وفي الاستخدام اللاحق، للسيطرة على قوة الفوضى (ست). الرأس والذيل المشقوق لحيوان ست واضحان في هذه الصولجانات. تُصوَّر صولجانات واس في اللوحات، الرسومات والنقوش، وتم العثور على بقايا صولجانات واس الحقيقية مصنوعة من فايانس مصري أو الخشب.
كل من ملوك الأسرة الثانية، بريبسن وخعسخموي، ربما كانا من أتباع ست. تظهر سيرخاتهم اسمه برأس شا، بدلاً من الصقر التقليدي المرتبط بـ حورس.

## حيوان حقيقي أم خيالي؟
اكتشافات جديدة أثارت تساؤلات حول إمكانية أن يكون شا كائنًا خياليًا أو مركبًا، وربما يكون مزيجًا من عدة حيوانات موجودة، تم تصويره بأشكال مختلفة لتعزيز جوانب ست المتعددة كإله الفوضى. من الممكن أن يكون شا تمثيلاً مجازيًا للفوضى وعدم الاستقرار، أو لكائن غير معروف للمصريين ولكن له صفات مشابهة. تشير بعض النظريات إلى أن شا قد يكون مشتقًا من حيوان حقيقي، مثل نوع من الكلاب أو الذئاب النادرة. ومع ذلك، لم يتم العثور على أي دليل قاطع يدعم هذه النظريات حتى الآن.

## وصلات خارجية
- موقع علم المصريات